# Evadne (Band)
Evadne ist eine spanische Gothic-Metal-/Death-Doom-Metal-Band, die seit 2000 aktiv ist.

## Bandgeschichte
Evadne gründete sich im Frühjahr des Jahres 2000 unter dem Namen Hexenprozesse und spielte eine Mischung aus Melodic Death Metal und Black Metal, von dem sie sich aber im darauffolgenden Jahr entfernten und sich dem Doom Metal zuwandten. Anschließend benannte sich die Band in Evadne um und die Arbeit an ihrer ersten Demo In the Bitterness of Our Souls begann. Im Jahr 2004 wurde In the Bitterness of Our Souls dann im Demo-CD-Format veröffentlicht. Es erhielt sowohl auf nationaler, als auch auf internationaler Ebene, überwiegend sehr positive Kritiken, was der Band zur Aufnahme in mehreren Kompilationen verhalf. Nach einer Tour auf der iberischen Halbinsel begann die Band dann mit der Arbeit an ihrem ersten Full-Length-Album The 13th Condition, welches im Jahr 2007 erschien. Auf dem Album ist die Violinistin der Dark-Wave-Band Narsilion, Lady Nott, mit einem Gastauftritt vertreten, die vor allem für die Instrumentierung des Orchesters und das Arrangement verantwortlich war. Nach einigen Konzerten beschlossen Rafa Mateu (Schlagzeug) und Fernando Galisteo (Gitarre) die Band zu verlassen, um sich mehr ihren Familien widmen zu können. Ersetzt wurden sie durch Joan Esmel (Schlagzeug) und Marc Chulia (Gitarre). Anfang 2010 nahm die Band an der 20th Anniversary Tour von Novembers Doom teil und teilte sich die Bühne neben Novembers Doom auch mit der Band Kathaarsys. Ende 2010 spielte Evadne an zwei der wichtigsten europäischen Doom-Metal-Festivals, dem Madrid Is the Dark und den Dutch Doom Days.
Im Jahr 2012 nahm die Band The Shortest Way auf, welches als eine Art Konzeptalbum gilt. Das Album wurde von Dan Swanö gemixt und das Cover von dem norwegischen Künstler Robert Höyem entworfen, jedoch vorerst ohne Label veröffentlicht. Im selben Jahr unterschreibt Evadne beim Plattenlabel Solitude Productions, um The Shortest Way weltweit zu veröffentlichen. Dadurch erlangte Evadne an Bekanntheit in der internationalen Doom-Metal-Szene und wurde sogar mit führenden Bands des Genres, darunter Swallow the Sun oder Doom:VS, gleichgesetzt. Im Juni 2013 spielt die Band ihre erste Europatournee mit dem Titel Procession of the Plague, bei der sie Evoken und Ophis begleitet, in verschiedenen Ländern des alten Kontinents auftritt und auch am Open Air „Hard Rock Laager“ in Estland mit Bands wie Testament, Marduk, Cryptopsy oder Aborted teilnimmt.

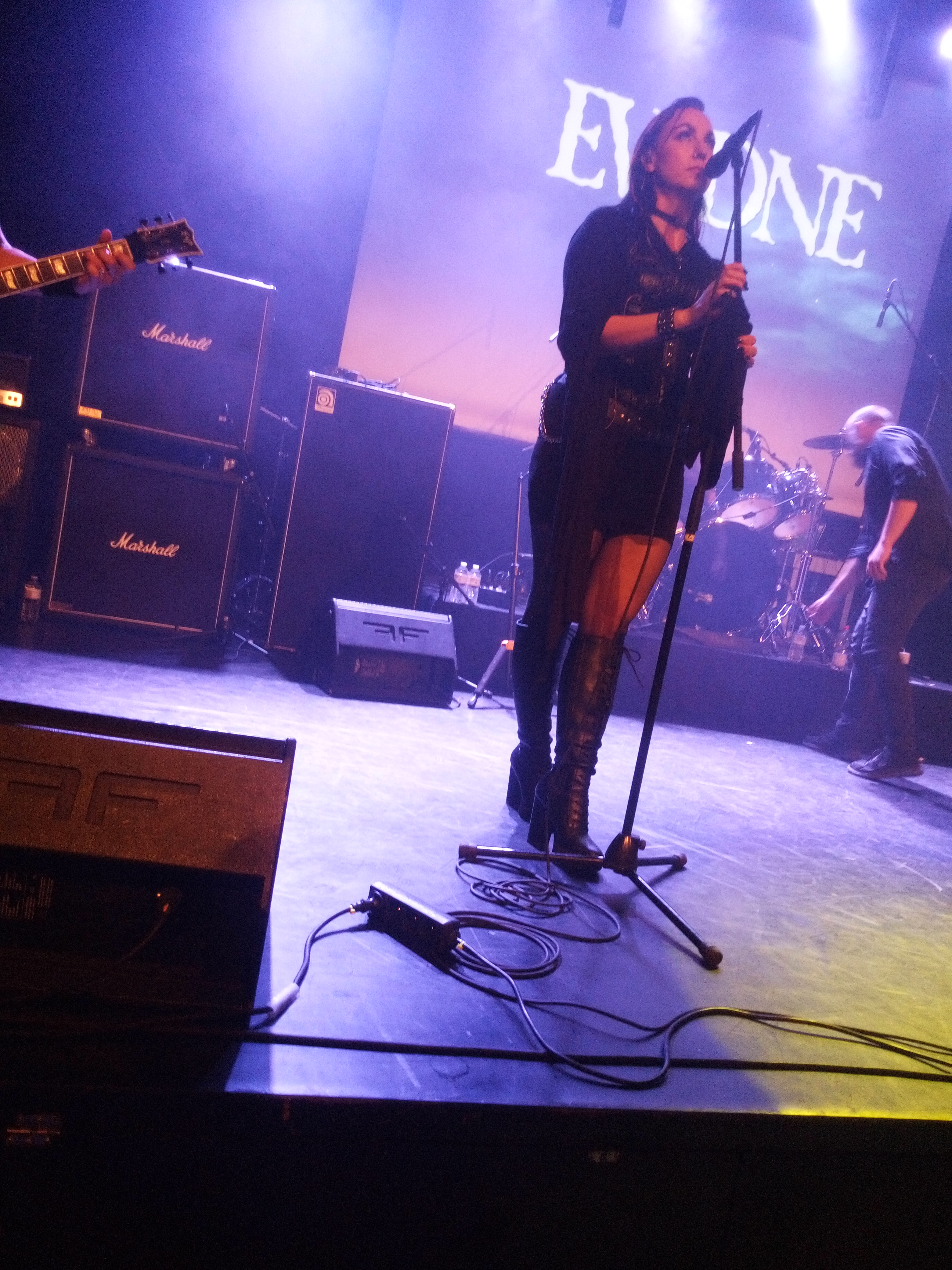
Natalie Koskinen mit Evadne beim From Dusk Till Doom X 2023

Ende 2014 veröffentlicht die Band eine auf 500 nummerierte Exemplare limitierte EP namens Dethroned of Light, um das zehnjährige Jubiläum ihrer ersten Veröffentlichung In the Bitterness of Our Souls zu feiern. Auf diesem Werk finden sich Gäste wie Natalie Koskinen, Sängerin der Funeral-Doom-Band Shape of Despair und Paara und J.F.Fiar, Sänger der katalanischen Bands Foscor und Graveyard. Zu diesem Anlass hat die Band alte Songs aus ihren ersten beiden Werken neu aufgenommen, ihnen einen neuen kompositorischen Ansatz gegeben und die Klangqualität verbessert. Das Album enthält außerdem den, zu The Shortest Way gehörenden, Instrumentalsong The Wanderer, zu welchem nun auch Gesang aufgenommen wurde. Für diese EP wurde der Song Colossal hinzugefügt, ein Vorgriff auf ihr nächstes Album A Mother Named Death. Die EP wurde von Sergio Peiró in den SP Estudios aufgenommen, gemischt und gemastert. Das Cover stammt von dem russischen Künstler Rehail.
Am fünften Dezember des Jahres 2019 veröffentlichte die Band anschließend das Kompilationsalbum Dethroned of Our Souls, welches sowohl remasterte Songs und Coverversionen, als auch Live-Aufnahmen und, bis dato unveröffentlichte Demoaufnahmen enthielt. Zwei Jahre später wurde am 24. Dezember das fünfte Studioalbum der Band, The Pale Light of Fireflies, ebenfalls unter Solitude Productions, veröffentlicht. Auf dem Album sind unter anderem der ehemalige Swallow-the-Sun-Keyboarder und aktuelle Mercury Circle-Frontmann Jaani Peuhu und Lethian-Dreams-Sängerin Carline van Roos zu hören.

## Stil
Stilistisch bewegen sich Evadne zwischen Gothic Metal im Stil von Crematory und Tristania und dem klassischen Death Doom der 1990er Jahre. Verglichen wurde die Band deshalb häufig mit der Band My Dying Bride. Der Gesang wechselt zwischen klarem Frauengesang und tiefen Growls, wobei der gutturale Gesang überwiegt. Begleitet wird der Gesang von „schleppenden“ tief gestimmten Gitarren und sphärischen Keyboardparts, welches teilweise in Form eines Orchesters oder eines Chors zu hören ist.
Als Inspiration zählte die Band Genregrößen wie Anathema, Paradise Lost, Katatonia oder My Dying Bride auf.

## Diskografie
- 2004: In the Bitterness of our Souls (EP, Eigenveröffentlichung)
- 2017: The 13th Condition (Album, Eigenveröffentlichung)
- 2012: The Shortest Way (Album, Solitude Productions)
- 2014: Dethroned of Light (EP, Solitude Productions)
- 2017: A Mother Named Death (Album, Solitude Productions)
- 2019: Dethroned of Our Souls (Compilation, Funere)
- 2021: The Pale Light of Fireflies (Album, Solitude Productions)
- 2023: 20 Years Behind The Veil Of Melancholy (Live-Album, Meuse Music Records)